# Cornell Glen
Cornell Glen (Port of Spain, 21 de outubro de 1981) é um futebolista de Trinidad e Tobago que atua como atacante. Atualmente, joga pelo Shillong Lajong Football Club e pela Seleção Trinitária de Futebol.